# SF 항공
SF 항공(중국어: 顺丰航空, 영어: SF Airlines Co. Ltd.)은 중화인민공화국의 화물 항공사로 본사는 허브 공항은 선전 바오안 국제공항을 사용하고 있다.

## 보유 기종
- 2021년 4월 기준으로 SF 항공은 다음과 같이 보유하고 있으며 평균 기령은 24.6년이다.[1]